# Разбор-при-Чемшенику
Разбор-при-Чемшенику (словен. Razbor pri Čemšeniku) — поселення в общині Загорє-об-Саві, Засавський регіон, Словенія. Висота над рівнем моря: 651,3 м.